# Huang Quan
Pour les articles homonymes, voir Huang Quan (homonymie) et Huang.
Huáng Quán (chinois traditionnel : 黃權, chinois simplifié : 黄权, ? - 240) était un officier et un lettré chinois au service du seigneur de guerre Liu Zhang lors de la fin de la dynastie Han et fut plus tard sous les bannières des royaumes de Shu et de Wei lors de la période des Trois Royaumes en Chine antique. Bien qu'il ait changé plusieurs fois d'allégeance, il fut reconnu pour son grand sens de la loyauté, qui lui valut d'ailleurs des positions de mérite.

## Biographie
Il fut d’abord maître des archives pour le compte de Liu Zhang et en l’an 211, mit en garde ce dernier contre l’éventualité d’accueillir Liu Bei en ses terres. Néanmoins, Liu Zhang accueillit quand même Liu Bei et Huáng Quán fut nommé chef de Guanghan.
En l’an 214, alors que plusieurs se soumirent à Liu Bei, Huáng Quán demeura loyal à Liu Zhang et refusa de faire passer Guanghan aux mains de Liu Bei. Il se soumit uniquement après que Liu Zhang se rendit et fut nommé Lieutenant-Général. Il donna ensuite conseil à Liu Bei pour défendre le territoire de Ba et fut nommé Protecteur de l’armée avec mission d’accueillir Zhang Lu. Cependant, Zhang Lu se soumit à Cao Cao et Huáng Quán mena plutôt des offensives contre des peuples non-chinois occupant la région, qui furent fructueuses.
Après que Liu Bei assuma le titre de Roi de Hanzhong, Huáng Quán fut nommé intendant du Palais de l’état-major. En l’an 221, alors que Liu Bei planifia une invasion du royaume de Wu, Huáng Quán se proposa pour mener l’avant-garde, mais fut plutôt assigné à la supervision des troupes sur la rive nord du Long Fleuve pour mener une défense contre les Wei. Toutefois, sa retraite fut coupée après que Liu Bei fut défait sur la rive sud contre les Wu et il n’eut d’autres choix que de se rendre aux Wei.
Liu Bei refusa d’exécuter sa famille, comprenant la situation à laquelle il avait dû faire face. Huáng Quán de son côté, qui demeura loyal à Liu Bei, gagna l’admiration de son nouveau souverain Cao Pi et on lui conféra le titre de Seigneur de Yuyang, puis il devint intendant du Palais pour les Wei. Par les années qui suivirent il continua à faire bonne impression, notamment auprès de Sima Yi et Cao Rui, par ses bons mots à l’égard des Shu. En l’an 239, il fut promu Général des chars et de la cavalerie et mourut peu après.

## Son personnage dans le roman
Dans le roman Histoire des Trois Royaumes écrit par Luo Guanzhong au XIVe siècle, le personnage de Huáng Quán est très près de celui rapporté par les historiens. Cependant, il apparaît dans quelques épisodes du roman où son nom n'y est pas fait mention dans les ouvrages historiques.
Ainsi, dans le chapitre 80, il fait partie d'une délégation faisant pression sur Liu Bei pour qu'il assume le titre d'empereur des Shu. Il apparaît également dans le chapitre 82, alors qu'il convainc Liu Bei d'admettre l'envoyé des Wu, Zhuge Jin à Baidi.
Après s'être soumis aux Wei au chapitre 85, Huáng Quán décline le titre de Général Qui Garde le Sud, son cœur demeurant loyal aux Shu. Néanmoins, un poème le critiquant se lit comme suit :
Ne se soumettant pas aux Wu, alors pourquoi aux Wei ?
La loyauté est pour servir un seul trône !
Que Huáng Quán chérisse ainsi sa propre vie.
Est quelque chose que le gangmu de Zhu Xi ne peut excuser.